# 土佐弘之
土佐 弘之（とさ ひろゆき、1959年 - ）は、日本の政治学者。専門は、国際関係論・政治社会学。東北大学法学部教授、神戸大学大学院国際協力研究科教授を経て、神戸大学名誉教授。

## 略歴
東京都生まれ。1978年大阪府立北野高校卒業後、同年東京大学文科三類入学。1983年東京大学文学部社会学科卒業後、同年東京大学大学院総合文化研究科修士課程進学。1985年同課程修了後、同年東京大学東洋文化研究所助手。のち摂南大学国際言語文化学部講師、神戸女学院大学文学部助教授、東北大学法学部教授などを経て、2004年から神戸大学大学院国際協力研究科教授、2008年から2009年アベリストウィス大学国際政治学部客員研究員、2013年から2015年神戸大学大学院国際協力研究科科長。2024年、神戸大学名誉教授。

## 著書

### 単著
- 『グローバル/ジェンダー・ポリティクス――国際関係論とフェミニズム』（世界思想社, 2000年）
- 『安全保障という逆説』（青土社, 2003年）
- 『アナーキカル・ガヴァナンス――批判的国際関係論の新展開』（御茶の水書房, 2006年）
- 『野生のデモクラシー――不正義に抗する政治について』（青土社、2012年）
- 『境界と暴力の政治学――安全保障国家の論理を超えて』（岩波書店、2016年）
- 『ポスト・ヒューマニズムの政治』（人文書院、2020年）

### 編著
- 『グローバル政治理論』 （ブックガイドシリーズ　基本の30冊）（人文書院　2011年）

### 共編著
- （植木俊哉）『国際法・国際関係とジェンダー』（東北大学出版会, 2007年）

### 訳書
- ジョヴァンニ・アリギ『長い20世紀――資本、権力、そして現代の系譜』（作品社、2009年）

## 論文

### 雑誌論文
- 「脱領域的テロリズム、ポストモダン帝国体系と世界内戦」『現代思想』29巻13号（2001年）
- 「国際難民レジームの政治力学」『国際人権』13号（2002年）
- 「『現実主義』は現実を切り捨てる」『世界』2005年6月号
- 「経綸問答――06リミックス・バージョン」『現代思想』34巻10号（2006年）
- 「"主体化の暴力"を超克するケアの倫理──脆い生への対応をめぐって」『思想』993号（2007年）
- 「グローバルな立憲秩序と逸脱レジーム――ICCプロセスの事例を中心に」『国際政治』147号（2007年）
- "Anarchical Governance: Neoliberal Governmentality in Resonance with the State of Exception",  International Political Sociology, 3(4), 2009.[1]
- 「ジオボディ・ポリティクスの超克——アジアの政治的地脈におけるCSSの試掘」『平和研究』43号（2014年）
- 「安全に関わる不確実性の政治——科学技術の安全保障化という文脈において」『科学』Vol.85 No.3（2015年）
- "The Failed Nuclear Risk Governance: Reflections on the Boundary between Misfortune and Injustice in the Case of the Fukushima Daiichi Nuclear Disaster," ProtoSociology Vol.32, 2015.[2]
- 「システム危機の表象としてのスペクター（右翼ポピュリズム）」『現代思想』2017年1月号.
- 「R2Pのメルトダウン：UNSC1973前後の責任のあり方をめぐる政治」『国際協力論集』Vol. 24(2), 2017年.
- 「批判的安全保障研究における動物論的転回の意味:ポスト・ヒューマニティの倫理／政治学」『国際協力論集』Vol.25(1), 2017年.
- 「地政学的言説のバックラッシュ：「閉じた世界」における不安と欲望の表出」『現代思想』2017年8月号.
- "Global Constitutional Order and the Deviant Other: Reflections on the Dualistic Nature of the ICC Process," International Relations of the Asia Pacific, Vol.18(1), 2018.[3]
- 「気候正義の政治　そこにはノン・ヒューマンは含まれるのか」『現代思想』2020年3月号.
- 「過度な採取主義の行方——資本の構成的外部をめぐる政治——」『思想』no.1162, 2021年2月号.
- 「再領土化（バックラッシュ）の地政学的衝突という悲劇――ウクライナ危機をめぐる錯視について」『現代思想』 vol.50-6, 2022年6月臨時増刊号.
- 「プラネタリーヘルスの危機と新たな開発原病　―＜健康／病気＞の政治に関する一考察」『国際政治』211号、2023年.
- 「国際社会の司法的干渉と政治共同体の自己免疫過剰―「ロヒンギャ問題」から考える―」『東南アジア研究』62巻1号、2024年.
- 「マルチ・スピーシーズ世界における「人間の安全保障」概念・再考 : 人新世における「人間の条件」とは」『広島平和科学』46巻、2025年.

### 単行本所収論文
- 「コモンズの悲劇とエコロジカル・アイデンティティ――熱帯雨林破壊/保護の政治経済学」吉川元編『国際関係論を超えて――トランスナショナル関係論の新次元』（山川出版社, 2003年）
- 「バックラッシュ（再領域化）の政治と暴力」竹村和子編『“ポスト”フェミニズム』（作品社, 2003年）
- 「ジェンダーと国際関係の社会学――マスキュリニティ（男らしさ）の再編」梶田孝道編『新・国際社会学』（名古屋大学出版会, 2005年）
- 「ネオ・リベラルな統治とまなざしの政治」西谷修編『グローバル化と奈落の夢』（せりか書房，2006年）
- 「否認の政治と窪地からの声」西谷修・仲里効編『沖縄／暴力論』（未來社，2008年）
- 「アメリカの戦争における道徳的文法の系譜――表象としての映画を中心に」菅英輝編『アメリカの戦争と世界秩序』(法政大学出版局, 2008年)
- 「ネオリベラルな受動的革命の始動」岩崎稔・上野千鶴子ほか編『戦後日本スタディーズ③80・90年代』（紀伊國屋書店，2008年）
- 「破綻・脆弱国家の国際統治におけるジレンマ」稲田十一編『開発と平和　脆弱国家支援論』（有斐閣，2009年）
- 「もう一つの戦後・暴力・ジェンダー: 国連安保理決議一三二五をめぐる問題から考える」大越愛子・井桁碧編『現代フェミニズムのエシックス　戦後・暴力・ジェンダー3』（青弓社, 2010年）
- "Securitization of Development and Clinical Gaze upon Poverty: Reconsidering the Political Shift of Development Discourse," in Paradigms of Security in Asia.edited by Arpita Basu Roy, (Kolkata [Calcutta]: Maulana Abul Kalam Azad Institute of Asian Studies, 2011)
- 「批判的安全保障論から見た3・11」遠藤誠治・遠藤乾編『安全保障とは何か』（岩波書店，2014年）
- 「ポスト世俗化時代のジェンダー・ポリティクス　メタ・ヒストリーの抗争をめぐって」『岩波講座 現代 第5巻』(岩波書店、2015年)
- 「移行期正義」山本信人編『東南アジア地域研究入門 3 政治』(慶應義塾大学出版会、2017)
- "The Pitfalls in the Project of Overcoming Western Modernity: Rethinking the Lineage of the Japanese Historical Revisionism," in Japanese Political Thought and International Relations. edited by Atsuko Watanabe and Felix Rösch (Rowman & Littlefield, 2018)
- 「和解の困難さについて―南アフリカから東南アジアへ、彷徨う移行期正義との関連で」梅森直之編『アポリアとしての和解と正義―歴史・理論・構想（和解学叢書２＝思想・理論）』(明石書店, 2023年)

## 注
1. ↑  Tosa, Hiroyuki (2009). “Anarchical Governance: Neoliberal Governmentality in Resonance with the State of Exception”. International Political Sociology 3 (4):  414. ISSN 1749-5679.
2. ↑  Tosa, Hiroyuki (2015年). “The Failed Nuclear Risk Governance” (英語). philpapers.org. 2023年12月25日閲覧。
3. ↑  Tosa, Hiroyuki (2017-12-15). “Global constitutional order and the deviant other: reflections on the dualistic nature of the ICC process”. International Relations of the Asia-Pacific 18 (1):  45–70. doi:10.1093/irap/lcx023. ISSN 1470-482X.